# Travnička vrata
Travnička vrata su planinski prijevoj u Bosni i Hercegovini.
Nalaze se na planini Vranici, u središnjoj Bosni. Smještena su na 1818 metara nadmorske visine između Krstaca (2069 m) i Tikve (1922 m).
Preko Travničkih vrata vodi planinarska staza od Sebešića i Busovačkih staja do Prokoškog jezera.